# Vương quốc Jerusalem
Vương quốc Jerusalem (tiếng Latinh: Regnum Hierosolymitanum; tiếng Pháp cổ: Roiaume de Jerusalem; tiếng Ả Rập: مملكة القدس; tiếng Anh: Kingdom of Jerusalem) còn được gọi là Vương quốc Hierosolymitanum là một nhà nước Thập tự chinh được thành lập ở Nam Levant bởi Godfrey xứ Bouillon vào năm 1099 sau cuộc Thập tự chinh lần thứ nhất, nhưng Baldwin I mới là vị vua đầu tiên của Jerusalem. Vương quốc tồn tại trong một giai đoạn gần 200 năm, từ 1099 cho đến 1291 khi thành trì cuối cùng của vương quốc là Acre (nay là Akko thuộc Israel), bị phá hủy bởi người Mamluk. Lịch sử của nó được phân tách thành hai thời kì riêng biệt.
Vương quốc thứ nhất tồn tại từ năm 1099 đến năm 1187, trước khi bị Saladin đánh chiếm gần như hoàn toàn lãnh thổ. Sau cuộc Thập tự chinh lần thứ ba, Richard Sư tử Tâm tái lập vương quốc ở Acre vào năm 1192, và tồn tại cho đến khi thành phố bị tàn phá vào năm 1291. Vương quốc thứ hai này đôi khi được gọi là Vương quốc Acre, theo tên thủ đô mới của nó. Acre vẫn là tân thủ đô, bất chấp việc hai thập kỷ sau đó khi hoàng đế Thánh chế La Mã Frederick II nhà Hohenstaufen giành lại thành phố Jerusalem và một hàng lang từ thành phố dẫn ra biển kết nối với phần còn lại của đất nước từ tay Vương triều Ayyub trong cuộc Thập tự chinh lần thứ sáu thông qua ngoại giao.
Phần nhiều những người lính Thập tự quân đã thành lập và định cư ở Vương quốc đều có xuất thân từ Vương quốc Pháp, cùng với nhân lực từ những Dòng Hiệp sĩ, là những người đã tạo nên phần lớn dòng quân tiếp viện ổn định trong suốt 200 năm tồn tại của vương quốc. Những người cai trị và tầng lớp tinh hoa của vương quốc do đó có nguồn gốc hầu hết từ Pháp. Quân Thập tự chinh Pháp cũng mang tiếng Pháp đến Levant, do đó làm cho tiếng Pháp cổ trở thành ngôn ngữ chung của các Quốc gia Thập tự chinh.
Do là thành quả của Thập tự chinh, Thế quyền của Nhà nước chịu sự chi phối mạnh mẽ bởi Thần quyền, trong triều đình có lượng lớn tu sĩ Công giáo, có ảnh hưởng rất nhiều đến các quyết sách của nhà vua. Tuy chỉ là thiểu số nhỏ, nhưng giới Công giáo là thành phần được trọng đãi hơn cả, điển hình là ngay sau khi Thập tự quân tiến vào Jerusalem, Tòa Thượng phụ Chính thống giáo tại đây đã ngay lập tức được thay thế bằng Tòa Thượng phụ Latinh. Thời kì này cũng chứng kiến một số lượng các dòng tu được thành lập trên Đất Thánh như: Dòng Hiệp sĩ Cứu tế (kh.1099), Dòng Đền (1119), Dòng Cát Minh (1155), Dòng Huynh đệ Nhà Teuton (kh.1190),...
Người Hồi giáo và Cơ đốc giáo địa phương chiếm phần lớn dân số ở vùng nông thôn của vương quốc, nhưng những người thực dân châu Âu - chủ yếu là Pháp, Ý và Catalan - cũng định cư ở các làng mạc nhỏ . Tinh chế đường mía, dựa trên các đồn điền mía ở địa phương, đã phát triển thành một ngành công nghiệp quan trọng.
Ước tính có khoảng 1000 người Do Thái trong 14 thành phố của vương quốc trong khoảng thập kỉ 1170.

## Quân chủ xứ Jerusalem

### Vương triều Thứ Nhất (1099-1190)

#### Nhà Boulogne (1099-1118)
Baldwin I (1100-1118)

#### Nhà Rethel (1118-1153)
Baldwin II (1118-1131)
Melisende (1131-1153)

#### Nhà Anjou (1153-1205)
Fulk (1131-1143) (đồng trị vì với Melisende)
Baldwin III (1143-1163) (đồng trị vì với Melisende tới 1153)
Amalric I (1163-1174)
Baldwin IV Vua hủi (1174-1185)
Baldwin V (trên danh nghĩa từ 1183-1186)
Sibylla đồng trị vì với chồng là Guy nhà Lusignan từ 1186-1190, trong 4 năm này đánh dấu sự kết thúc của Vương triều Thứ Nhất.

### Vương triều Thứ Hai (1192-1291)
Thời kì này này Vương quốc liên minh với Síp (nhà Lusignan) nhưng Jerusalem vẫn do nhà Anjou cai trị
Isabella (cai trị trên thực tế từ 1192-1205)
-Conrad I xứ Montferrat (1190-1192)
-Henry I xứ Champagne (1192-1197)
-Amalric II nhà Lusignan (1198-1205)

#### Nhà Aleramici và Brienne (1205-1228)
Maria (1205-1212)
-John I (1210-1212)
Isabella II (1212-1225)
Frederick (1225-1228)

#### Nhà Hohenstaufen(1228-1268)
Conrad II (1228-1254)
Conrad III (1254-1268)

#### Nhà Lusignan (1268-1291)
Hugh (1268-1284)
John II (1284-1285)
Henry II (1285-1291)
Sau khi Acre thất thủ năm 1291, hoàng thân Lusignan chạy qua đảo Síp nhưng trên danh nghĩa vẫn là vua Jerusalem cho đến năm 1489.